# Georg König
Georg Wilhelm König (ur. 27 kwietnia 1911 w Meerane, zm. 3 stycznia 1999 w Mannheim) – zbrodniarz nazistowski, członek załogi niemieckich obozów koncentracyjnych Buchenwald i Mittelbau-Dora oraz SS-Hauptscharführer.
Służbę obozową rozpoczął w Buchenwaldzie, gdzie pełnił funkcje Blockführera i kierownika komanda więźniarskiego. Od 15 września 1943 do 6 kwietnia 1945 należał do personelu obozu Mittelbau-Dora (Nordhausen). Początkowo, do 7 stycznia 1944, był Rapportführerem w obozie głównym. Następnie został szefem obozowego parku motorowego. Brał udział w egzekucjach i nieustannie znęcał się nad więźniami.
Po zakończeniu wojny König został osądzony przez amerykański Trybunał Wojskowy w Dachau w procesie załogi Mittelbau-Dora (US vs. Kurt Andrae i inni) i skazany na dożywotnie pozbawienie wolności.